# کهن جان محمد
کهن جان محمد، روستایی در دهستان بیرک بخش بیرک شهرستان مهرستان در استان سیستان و بلوچستان ایران و جاهای دیدنی آن نخلستان بزرگ و قنات های قدیمی است.

## جمعیت
بر پایه سرشماری عمومی نفوس و مسکن در سال ۱۳۹۵، جمعیت این روستا برابر با ۶۹۹ نفر (۱۷۷ خانوار) بوده‌است.